# カーキャリア
カーキャリアとは、自動車の外装に取りつける荷台や箱のこと。乗用車においては、車室内やトランクに入りきらない大きな荷物を積載するなど、自動車本来の積載能力を拡張する目的で用いられる。ルーフレールが装備されている車にはそれに装着する。

## 種類
- スキーキャリア（スキーアタッチメント） - スキー板やスノーボードを積載する。
- サイクルキャリア（サイクルアタッチメント）- 自転車を積載する。
- サーフボードキャリア（サーフボードアタッチメント）- サーフボードを積載する。
- ボートキャリア（ボートアタッチメント）- モーターボートやカヌーなどの小型舟艇を積載する。
- ルーフラック - キャンプ用品・アウトドアレジャー用品・機材などを積載する。
- シートキャリア - トラックの装備品で、荷台にかぶせる幌やシートカバーを収納する。運転席の上に装着される。

## 主要メーカー、ブランド
- Thule
- TERZO - PIAAのカーキャリアブランド
- inno - カーメイトのカーキャリアブランド（2005年まではRV-innoブランドからブランド名変更）
- YAKIMA

## ギャラリー

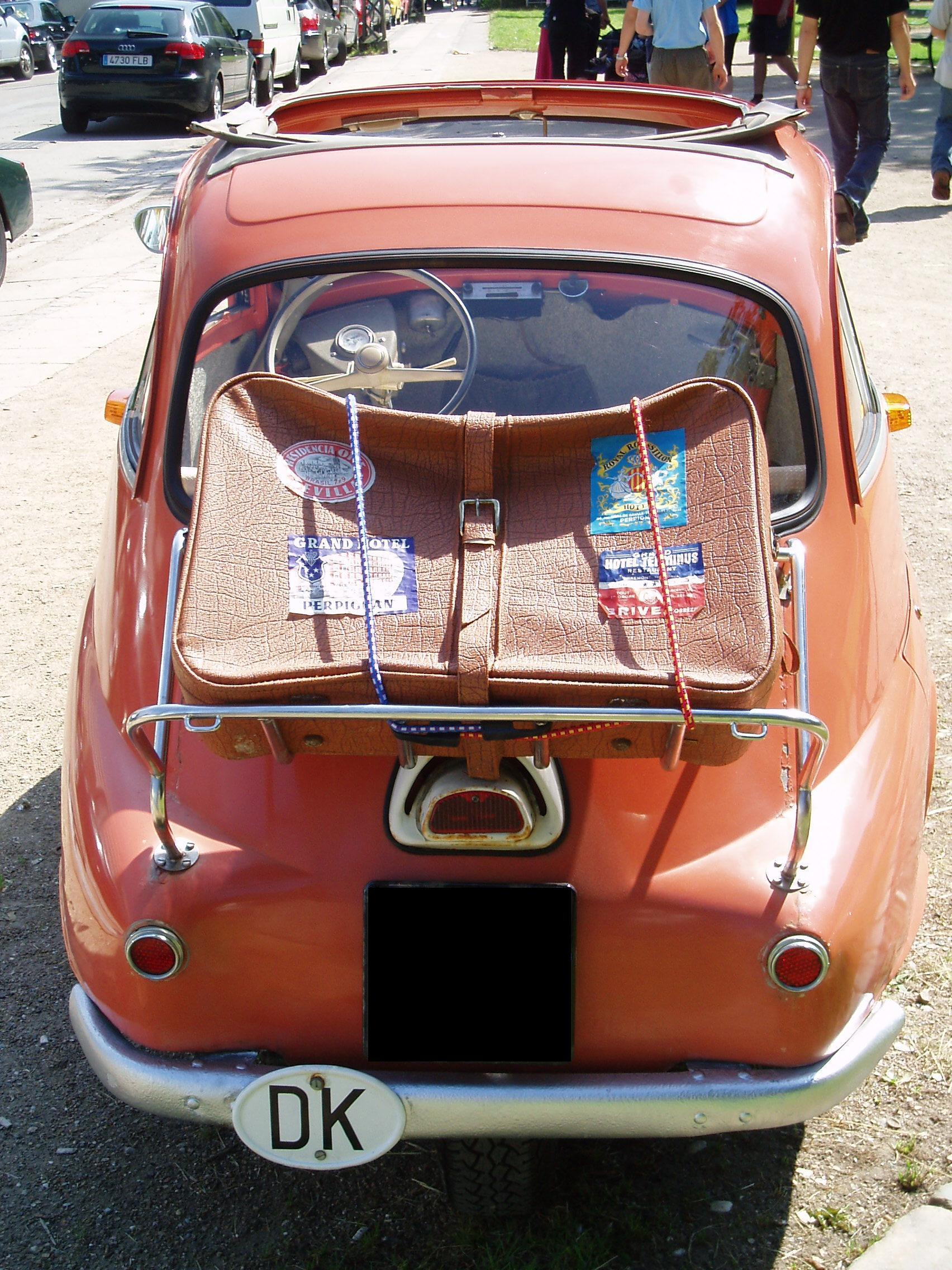
車体後部のカーキャリアにスーツケースを積載したBMW・イセッタ
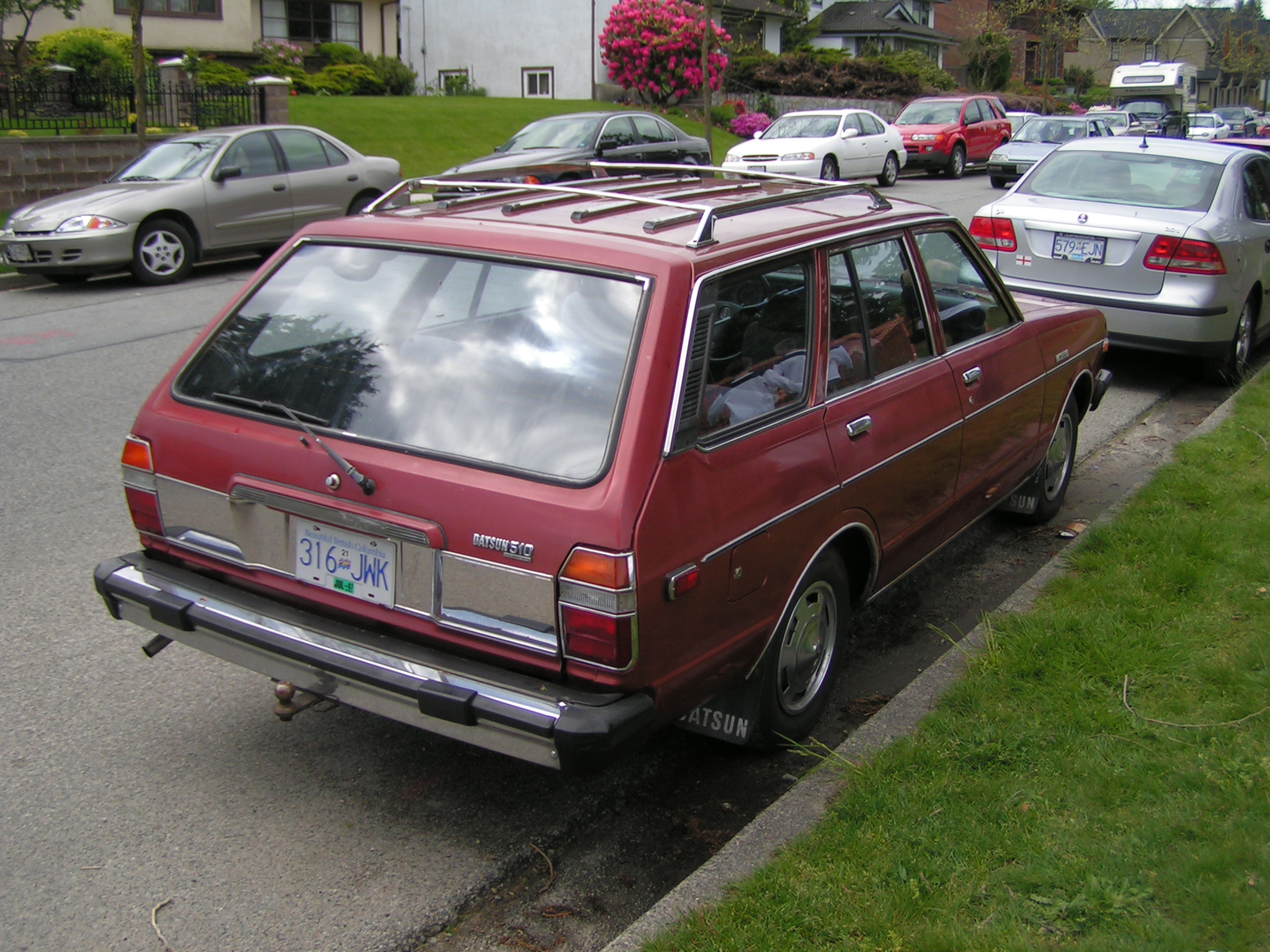
アメリカでは荷物を屋根に直接置くタイプが好まれる
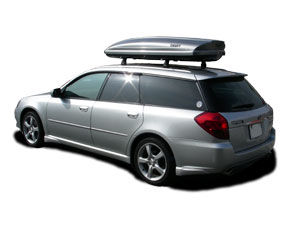
ルーフボックスを装着しているスバルレガシィツーリングワゴン